# August Schmidlin

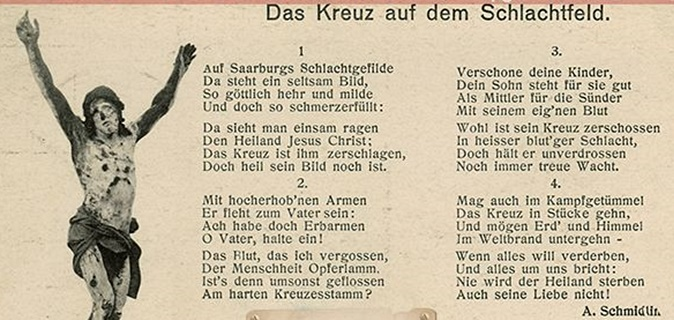
Das Kreuz von Saarburg mit dem Lied von August Schmidlin (Postkarte)

August Schmidlin (* 27. April 1878 in Blotzheim; † 30. Januar 1943 in Straßburg) war ein deutscher römisch-katholischer Theologe und Kirchenmusiker.

## Leben
Schmidlin, Sohn eines Lehrers und jüngerer Bruder von Joseph Schmidlin, studierte römisch-katholische Theologie und Kirchenmusik. Er wurde zum Priester geweiht und war als solcher in Masevaux im Elsass tätig. 1914 unterzeichnete er das Manifest der 93. Als Kirchenmusiker verfasste er eine Reihe religiöser Kirchenmusikwerke, u. a. auch einen Liedtext auf das bekannte Kreuz von Saarburg.
Während des Zweiten Weltkrieges verstarb er im Jahre 1943.

## Werke (Auswahl)
- Empor die Herzen – Strassburg : Verlagsbuchh. zum Münster, 1941
- Paulus – Strasbourg [6. Rue Finkmatt] : Société d. Edition de la Basse-Alsace, l'Alsacien, 1935
- Maria – Strassburg-Neudorf i. Els. : Hohenburg-Verl., 1934
- Stephanus – Strasbourg [, 6, Rue Finkmatt] : L' Alsacien, 1934
- Petrus – Strasbourg [6, Rue Finkmatt] : L' Alsacien, 1933
- Gedeon – Strasbourg [6, Rue Finkmatt] : L' Alsacien, 1932
- Caecilia – Strasbourg : Société Strasbourgeoise de Librairie "Sostralib", 1930
- Richardis – Colmar : Société alsacienne d'édition "Alsatia", 1930
- Bethanien – Mühlhausen i. Els. : Salvator-Verlag, 1927
- Bethlehem – Mühlhausen i Els. : Salvator-Verlag, 1927
- Galilaea – Mühlhausen i. Els. : Salvator-Verlag, 1927
- Gethsemani – Mühlhausen i. Els. : Salvator-Verlag, 1927
- Golgotha – Mühlhausen i. Els. : Salvator-Verlag, 1927
- Leo IX., der Elsässerpapst- Mülhausen : Salvator-Verlag, 1926
- Die kathol. Missionen und das Elsass – Mülhausen : Salvator-Verlag, 1924
- Odilia – Colmar : Edition "Alsatia", 1920, Als Ms. gedr.
- Jesus von Nazareth – Mühlhausen i. Els. : Salvator-Verlag